# Özcan Dağ
Özcan Dağ (* 29. September 1983 in Ilgın) ist ein türkischer Fußballspieler.

## Karriere
Dağ startete mit dem Vereinsfußball in der Jugend vom Amateurverein Adana Telekomspor. 2000 wurde er hier in den Kader der ersten Männer aufgenommen und spielte drei Jahre in der örtlichen Amateurliga. Anschließend spielte er noch für die Amateurvereine Oba Belediyespor und Adana Gençlerbirliği. Zum Frühjahr 2005 startete er beim Drittligisten Hatayspor seine Profikarriere. Für diesen Verein spielte er die nachfolgenden zweieinhalb Spielzeiten und spielte im Anschluss der Reihe nach für Yimpaş Yozgatspor, Tarsus İdman Yurdu, Fethiyespor und İskenderun Demir Çelikspor.
Am Anfang der Spielzeit 2011/12 wechselte er zum Drittligisten 1461 Trabzon, der Zweitmannschaft von Trabzonspor. Mit diesem Verein wurde Dağ am Saisonende Meister der TFF 2. Lig und erreichte so den Aufstieg in die TFF 1. Lig. Trotz dieses Erfolges mit 1461 Trabzon verließ er bereits nach einer Saison diesen Verein und heuerte für die folgende Saison beim Balıkesirspor an. Auch mit diesem Verein erreichte er zum Saisonende die Meisterschaft der TFF 2. Lig und damit den Aufstieg in die TFF 1. Lig.
Im Sommer 2013 wechselte er zum Drittligisten Yeni Malatyaspor. 

## Erfolge
Mit 1461 Trabzon
- Meister der TFF 2. Lig: 2011/12
- Aufstieg in die TFF 1. Lig: 2011/12

Mit Balıkesirspor
- Meister der TFF 2. Lig: 2012/13
- Aufstieg in die TFF 1. Lig: 2012/13